# Pius VIII

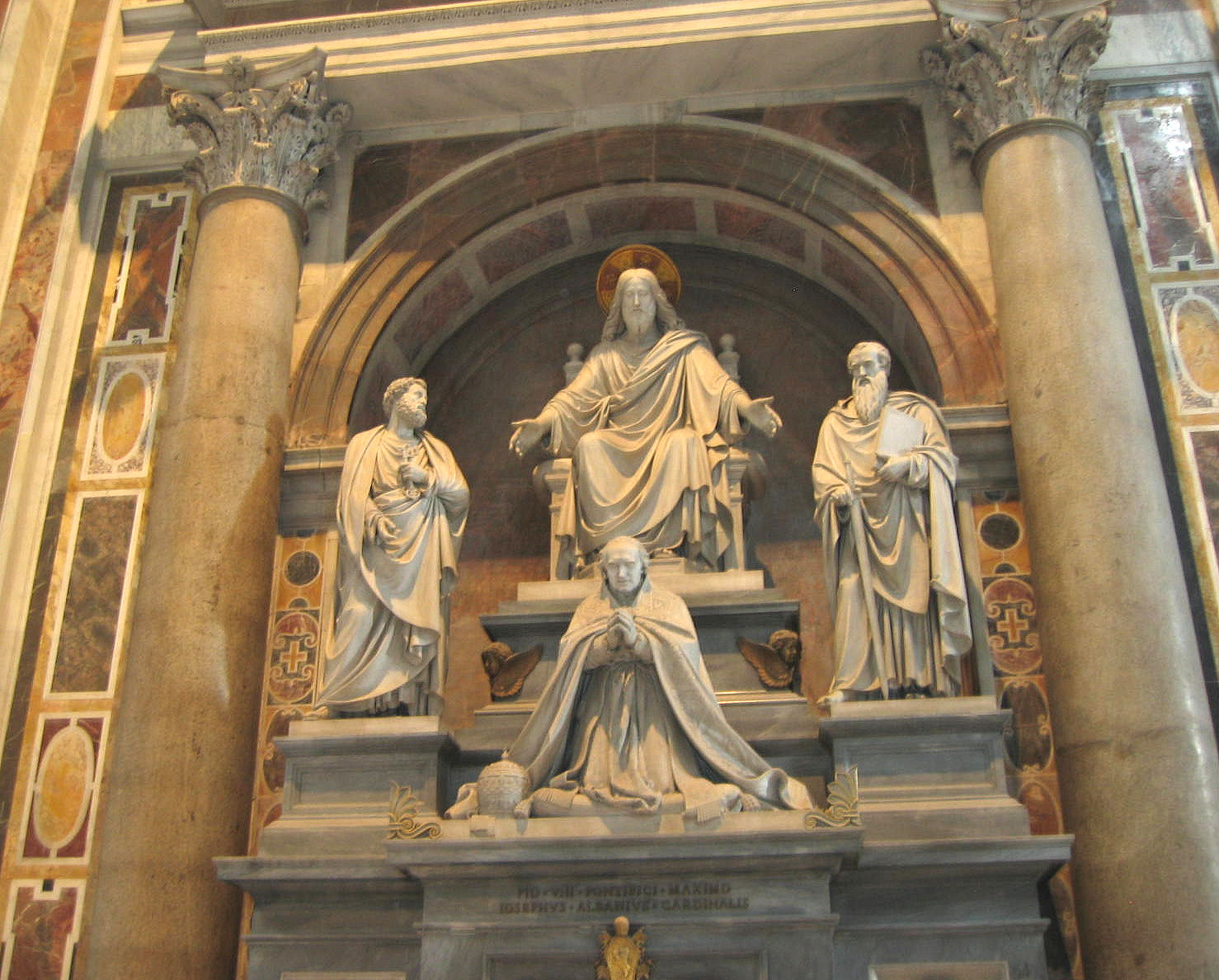
Gravmonument över Pius VIII.
Utfört av Pietro Tenerani (1853–1866) i Peterskyrkan.

Pius VIII, född Francesco Xaverio Castiglione 20 november 1761 i Cingoli, Italien, död 30 november 1830 i Rom, var påve från den 31 mars 1829.

## Biografi
Francesco Xaverio Castiglione var son till greve Ottavio Castiglioni och dennes hustru Sanzia Ghislieri. Han studerade vid jesuitkollegiet i Osimo samt i Rom, och avlade 1785 doktorsexamen vid Bolognas universitet i kanonisk rätt. Den 17 december samma år prästvigdes han. År 1800 vigdes han till biskop av Montalto. Vid det laget var Castiglione en ansedd kanonisk rättslärd och utmärkte sig som en modig bekämpare av Napoleon 1808: när Napoleon lät ockupera Italien, avkrävdes biskop Castiglioni trohetsed gentemot den franske kejsaren. Castiglioni vägrade och fördes till Frankrike där han hölls fängslad 1808–1814. 
Han återkom vid Napoleons fall och belönades 1816 med kardinalshatten, då han utnämndes till kardinalpräst av Santa Maria in Traspontina och i samband med detta vigdes han till biskop av Cesena; av Pius VII och Ercole Consalvi skattades han högt. I augusti 1821 inträdde han i kurian och blev kardinalbiskop av Frascati, för att den 14 november samma år utses till kurians prefekt.
Trots det att de mera reaktionära zeloterna hade majoritet i konklaven, valdes den moderate Castiglione 1829 genom access med alla röster till påve; han hade varit en av de ledande kandidaterna redan vid konklaven 1823. Även Pius visade sig emellertid trogen systemet; han inledde sitt pontifikat med ny bannlysning över bibelsällskapen och alla hemliga sällskap. I övrigt visade han sig inte alltid gå i ivrarnas ledband. Nästan enastående var han i sin kamp mot nepotism, då han bad alla sina släktingar att avgå från sina poster när han tillträdde som påve. De största händelserna från hans pontifikat var emancipationslagen i England 1829, som framkallade omätligt jubel över hela den katolska kyrkan, och julirevolutionen i Frankrike 1830, där Pius genom att – om än med tvekan – erkänna Ludvig Filip I skaffade kyrkan ökat inflytande. 
Pius avled 1830. Han hade svag hälsa och var genom sitt ämbete fullständigt utarbetad. Innan hans efterträdare hunnit krönas hade revolution utbrutit i Kyrkostaten. 
Pius var känd för sin milda och älskvärda personlighet, och för sin lärdom som innefattade kanonisk rätt, numismatik och biblisk litteratur.